# Gouania rumicina
Gouania rumicina là một loài thực vật có hoa trong họ Táo. Loài này được Triana & Planch. mô tả khoa học đầu tiên năm 1872.